# Renate Stemmer
Renate Stemmer (* 23. Mai 1959) ist eine deutsche Pflegewissenschaftlerin, Hochschulprofessorin und ehemalige erste Vorsitzende der Deutschen Gesellschaft für Pflegewissenschaft.

## Leben
Renate Stemmer absolvierte von 1976 bis 1979 eine Ausbildung zur Krankenschwester (damalige Berufsbezeichnung) am St. Marien-Hospital Hamm. Sie arbeitete bis 1988 als Krankenschwester und absolvierte eine Fachweiterbildung zur Anästhesie- und Intensivpflegekraft. Es folgten die Weiterbildung zur Lehrerin für Pflegeberufe sowie das Studium der Diplompädagogik an der Bergischen Universität Wuppertal mit anschließender Promotion. Nach Lehraufträgen an unterschiedlichen Fachhochschulen folgte im März 2000 ein Ruf auf den Lehrstuhl für Pflegewissenschaft und Pflegemanagement der Katholischen Hochschule Mainz, den Stemmer annahm und bis Juni 2025 innehatte. Im Jahr 2004 war Stemmer Visiting Professor an der University of Iowa. Im Juni 2025 wurde Renate Stemmer emeritiert.

## Forschungsschwerpunkte
Die Arbeits- und Forschungsschwerpunkte von Renate Stemmer liegen in den Bereichen Pflegeklassifikation, Pflegeorganisation, Qualitätsmanagement, dem Pflegeprozess sowie der Pflege Demenzerkrankter. Auch beschäftigt sie sich mit der interdisziplinären Neugestaltung von Versorgungsprozessen.
Von 2020 bis 2024 war Stemmer Leitung des Projekts FAMOUS (= Fallbezogene Versorgung multimorbider Patienten/Patientinnen in der Hausarztpraxis durch Advanced Practice Nurses (=APNs)).

## Funktionen und Mitgliedschaften
Von 2009 bis 19. März 2021 war Renate Stemmer ununterbrochen erste Vorsitzende der Deutschen Gesellschaft für Pflegewissenschaft (DGP) und folgte in dieser Position der Pflegewissenschaftlerin Sabine Bartholomeyczik (* 1944). Bei der Wahl im Jahr 2021 kandidierte Renate Stemmer nicht mehr und das Amt ging über an Inge Eberl.
Stemmer ist seit 2009 Mitherausgeberin der Zeitschrift „Pflege & Gesellschaft“. Von 2006 bis 2013 war Stemmer stellvertretende Vorsitzende des Alumni-Netzwerkes der Robert-Bosch-Stiftung „Pflege braucht Eliten“. Stemmer ist Gutachterin für die Vergabe von Stipendien der Österreichischen Akademie der Wissenschaften.
Renate Stemmer ist Mitglied des wissenschaftlichen Demografiebeirates der Landesregierung Rheinland-Pfalz sowie Mitglied im Landesgremium Demenz dieses Bundeslandes. Sie ist Mitglied der Pflegekammer Rheinland-Pfalz.

## Ehrung
- März 2021: Ehrennadel der Deutschen Gesellschaft für Pflegewissenschaft für die Tätigkeit als erste Vorsitzende von 2008 bis März 2021.[7]

## Veröffentlichungen
- Renate Stemmer: Grenzkonflikte in der Pflege: Patientenorientierung zwischen Umsetzungs- und Legitimationsschwierigkeiten. Mabuse Frankfurt 2001, mit einem Vorwort von Sabine Bartholomeyczik. Rezension Irmgard Hofmann
- Renate Stemmer (Hrsg.): Qualität in der Pflege – trotz knapper Ressourcen. Mainzer Schriften Pflegebibliothek. Schlüter’sche Hannover 2009. ISBN 978-3-89993-216-4.
- Renate Stemmer mit Johann Behrens, Stephan Görres, Doris Schaeffer und Sabine Bartholomeyczik: Agenda Pflegeforschung für Deutschland, o. V. 2012.
- Renate Stemmer: Stand der Pflegewissenschaft in Deutschland. In: Hermann Brandenburg, Manfred Hülsken-Giesler, Erika Sirsch (Hrsg.): Vom Zauber des Anfangs und von den Chancen der Zukunft. Hogrefe Bern, 2016.
- Renate Stemmer mit Ruth Remmel-Faßbinder, Martin Schmid, Reinhold Wolke (Hrsg.): Aufgabenverteilung und Versorgungsmanagement im Krankenhaus gestalten: von erfolgreicher Praxis lernen. medhochzwei Verlag Heidelberg, 2017.
- Renate Stemmer mit Martina Hasseler: Entwicklung eines wissenschaftlich basierten Qualitätsverständnisses für die Pflegequalität. In: Klaus Jacobs et al. (Hrsg.): Pflege–Report 2018. 2018, S. 23 f.
- Renate Stemmer mit Christina Ströhm: „APN im ländlichen Raum. Forschungsprojekt Famous“, Die Schwester, Der Pfleger, (9) 20, Bibliomed Medizinische Verlagsgesellschaft, Seite 46.
- Renate Stemmer mit Erika Sirsch, Christa Büker, Bernhard Holle, Sascha Köpke (April 2020): COVID-19 und die Rolle der Pflege(wissenschaft). In: Pflegewissenschaft. Sonderausgabe: Die Corona-Pandemie. Hungen: hpsmedia: 116-117.
- Renate Stemmer (2021): Beruflich Pflegende – Engpass oder Treiber von Veränderungen? In: Klaus Jacobs, Adelheid Kuhlmey, Stefan Greß, Jürgen Klauber, Antje Schwinger (Hrsg.) (2021): Pflege-Report 2021. Sicherstellung der Pflege: Bedarfslagen und Angebotsstrukturen. Berlin: Springer, S. 173 f.

## Videos
- SWR Aktuell RP: Renate Stemmer: „Viele Kritikpunkte kann ich nachvollziehen“. 16. Juni 2021. (Archiviert)
- YouTube (9:25): Interview mit Renate Stemmer auf dem Pflegetag 2016 (hochgeladen von medhochzwei Heidelberg)